# 克拉倫斯 (紐約州普查規定居民點)
克拉倫斯（英語：Clarence）是位於美國紐約州伊利縣的普查規定居民點。

## 人口
根據2020年美國人口普查的數據，克拉倫斯的面積為7.53平方千米，當中陸地面積為7.37平方千米，而水域面積為0.16平方千米。當地共有人口2733人，而人口密度為每平方千米362.95人。